# Rhyzopoda
A Classe Sarcodina (Rhizopoda) é representada pelos protozoários que apresentam pseudópodos para se locomoverem e para capturarem alimentos, podem apresentar esqueleto interno ou externo, a maioria é de vida livre mas, alguns são parasitas.

## Filo Plasmodroma
Classificação científica
- Reino Protista
  - Filo Plasmodroma
    - Classe 3. Sarcodina
      - Subclasse 1. Rhizopoda
      - Subclasse 2. Piroplasmea
      - Subclasse 3. Actinopoda

### Classe Sarcodina

#### Subclasse 1 Rhizopoda
São protozoários que possuem prolongamentos protoplasmáticos, mas sem filamento central.

##### Ordem 1. Amoebina

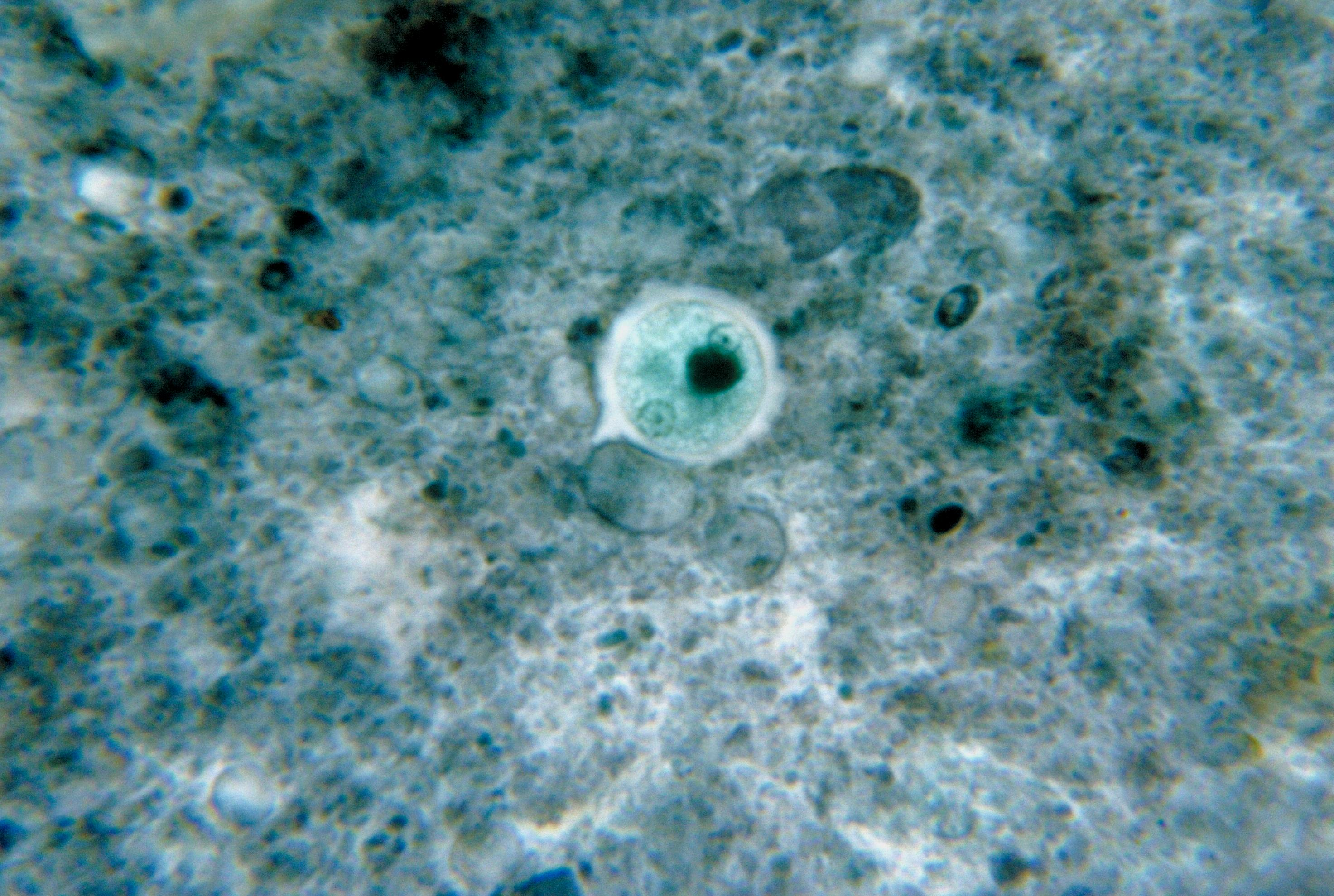
Entamoeba histolytica Amoebina

As amebas possuem forma lobosa, pseudópodos curtos, lobosos e mutáveis, membrana fina e nua, a maioria vivem em água doce e em vida livre. Os principais parasitas são: Entamoeba histolytica parasita no instestino e tecidos do homem, causam disenteria; Entamoeba gingivalis parasita da boca humana; Entamoeba coli parasita no intestino de homens e macacos; outras espécies aparecem nos intestinos de rãs, baratas etc.

##### Ordem 2. Testacea
As testáceas possuem pseudópodos lobosos que se expandem através de aberturas da carapaça unilocular feita de sílica ou carbonato de cálcio, a maioria vive em água doce. A Arcella possui carapaça em forma de pires, prismas silicosos, já a Difflugia possui carapaça feita com grãos de areia colados sobre uma base orgânica. Principal representante Arcellina.

##### Ordem 3.Gromiina
As grominas possuem prolongamentos protoplasmáticos que vão se afinando em ramificações, a carapaça possui uma abertura bem evidente, a Euglypha possui carapaça com espinhos e escamas silicosas.

##### Ordem 4. Foraminífera
Os foraminíferos possuem testa com carapaça de calcário quitinoso com um ou mais furos de onde saem prolongamentos protoplasmáticos pegajosos, muito finos e longos.
- Reprodução:

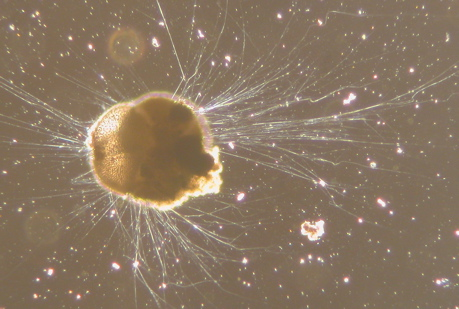
Ammonia tepida Foraminifera

  - Reprodução assexual por divisão múltipla, o micro-organismo apenas se divide em outros e;
  - Reprodução sexual havendo troca de material genético entre um micro-organismo e outro.

- Habitat:
  - Marinhos na maioria, alguns dulcícolas.
  - Habitantes do bentos mas existem também alguns pelágicos vagando pelas correntes marinhas.

- São 18.000 espécies viventes e também alguns fósseis do Cambriano ao Recente, exemplos:
  - Elphidium, Globigerina, pelágica, suas carapaças em vasas de globigerina cobrem 1/3 do fundo dos oceanos entre 2.500 metros a 4.500 metros de profundidade;
  - Allogromia sem carapaça, aparece em água doce;
  - Camerina e Nummulites estão extintos, viveram no início do Terciário, seus fósseis aparecem em rochas na Europa.

##### Ordem 5. Mycetozoa
Os micetozoas são protozoários com aspecto de protoplasma multinucleado, o citoplasma se movimenta em correnteza dentro deles, geralmente se alimentam  de matéria orgânica em decomposição, folhas, madeiras podres em meio ao húmus mas às vezes se alimentam de fungos vivos e assim causando doenças nos fungos.

##### Ordem 6. Labyrinthulina
As labirintulinas são protozoários com o corpo fusiforme que se alimentam de plantas marinhas, possuem pseudópodos distintos rastejam como lesmas, deixando um rastro viscoso de muco por onde passam. Principal representante dessa ordem é a Labyrinthula.

#### Subclasse 2. Piro
São protozoário sem flagelos nem cílios, se locomovem por rastejamento e flexões do corpo, podem ser parasitas patogênicos

##### Ordem 1. Piroplasmida
- Principais representantes:

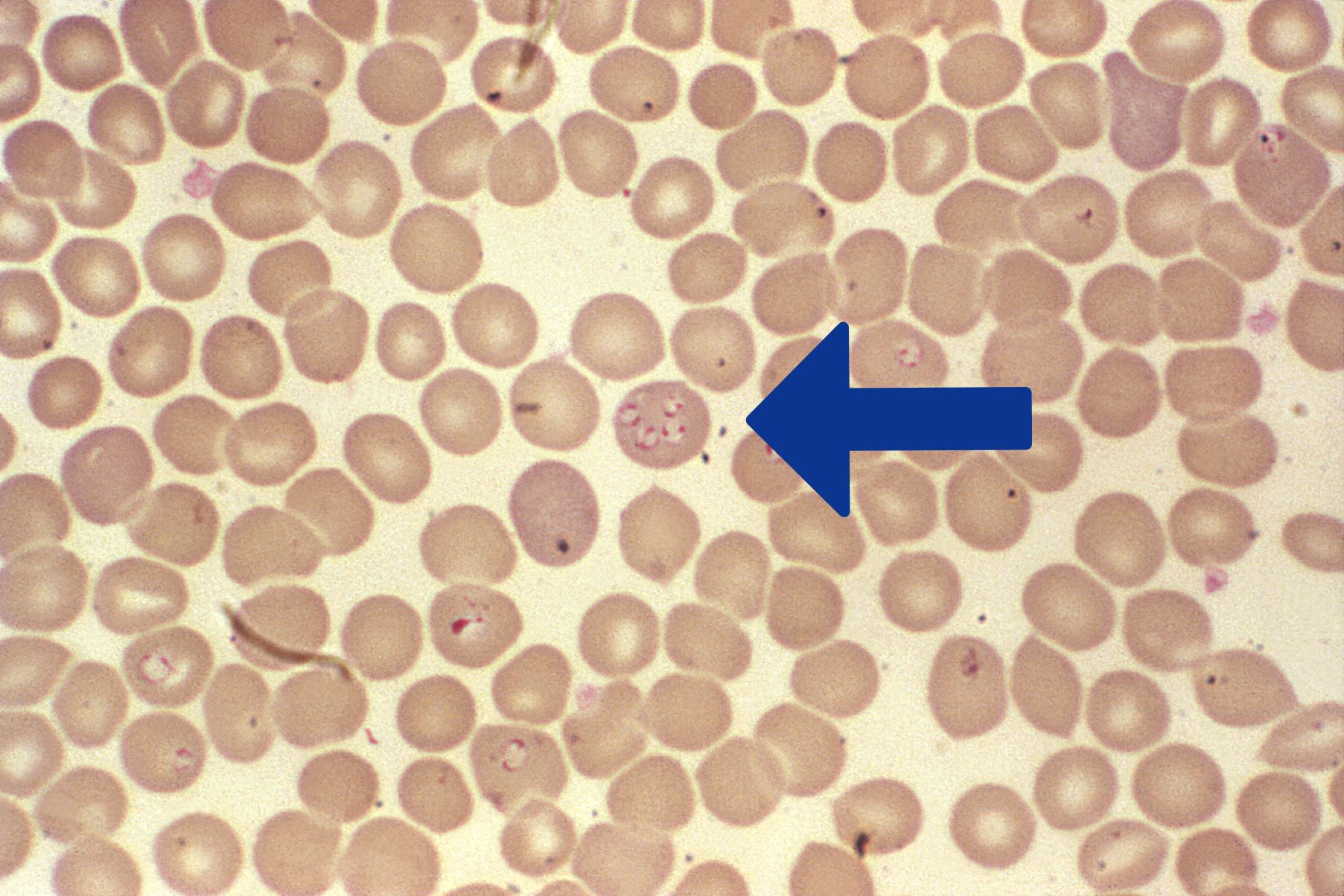
Babesia bigemina Piroplasmida

  - A espécie Babesia bigemina  causa no gado a febre texana do gado na América do Norte; esse  parasita ataca os glóbulos vermelhos do sangue do gado e é transmitida através das picadas dos carrapatos da espécie Boophilus annlatus e outros carrapatos.
  - A espécie Theileria parva causa a febre da Costa Leste no gado da África

#### Subclasse 3. Actinopoda

##### Ordem 1. Radiolaria
Os radiolários, são formados por uma cápsula esférica de quitina com espículas de sílica, essa cápsula pode ter um ou diversos furos por onde sai o protoplasma, são micro-organismos microscópicos mas podem formar colônias com até 6 centímetros. Existem desde o Pré-Cambriano a até o presente da época atual.
- Habitat:
  - Marinhos, a maioria são pelágicos ou seja são levados pelas correntes marinhas e aparecem desde a superfície a até 4.500 metros de profundidade.
- Principais representantes: Aulacantha que é solitária e, Sphaerozoum que é colonial.

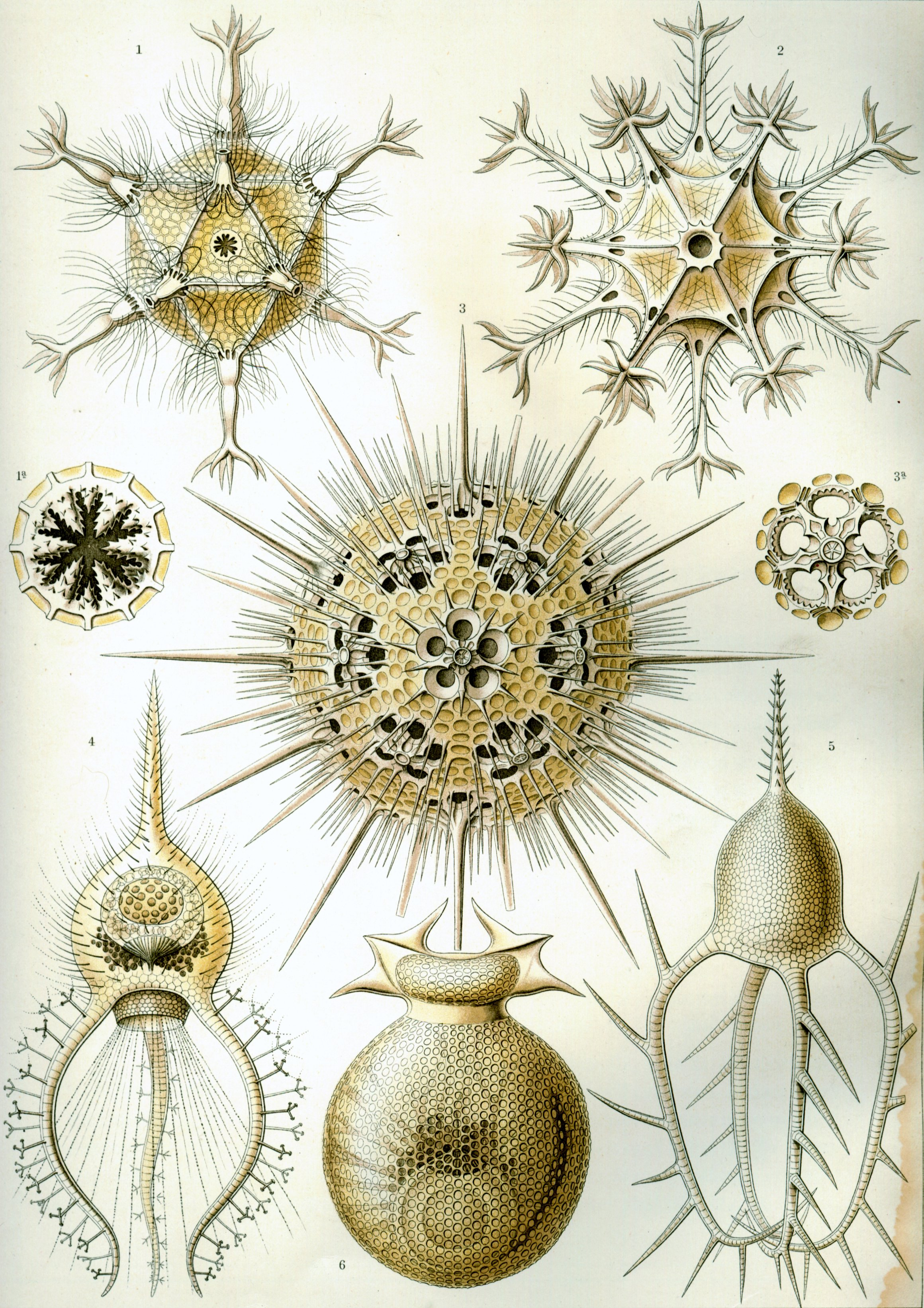
Phaeodaria Radiolaria

##### Ordem 2. Acantharia
Os acantárias apresentam cápsula central repleta de poros por onde sai o protoplasma a fins de interagir com o ambiente. O esqueleto é constituído por espinhos radiais de sulfato de estrôncio. Seu principal representante é a Acanthometra.

##### Ordem 3. Heliozoa
Os heliozoas apresentam cápsula central, esqueleto com escamas e espinhos de sílica.
Principais representantes: Actinophrys e Clathrulina.
- Habitat:
  - A maioria vivem em água doce mas existem também alguns na água do mar.

##### Ordem 4. Proteomyxa
Os proteomixas Não apresentam carapaça, possuem prolongamentos protoplasmáticos radiais tendendo a fazerem fusos. A principal representante é a Vampyrella que ataca as algas, perfura as células e suga todo seu conteúdo como se fosse um pequeno vampiro, daí vem seu nome.